# San Lorenzo (Tarija)
San Lorenzo (auch: Villa San Lorenzo) ist eine Landstadt im Departamento Tarija im südamerikanischen Anden-Staat Bolivien und eines der bedeutenden Folklorezentren der Region.

## Lage im Nahraum
San Lorenzo ist der zentrale Ort des Municipios San Lorenzo und Verwaltungssitz der Provinz Eustaquio Méndez. Die Stadt liegt auf einer Höhe von 2002 m an der Mündung des Río Calama in den Río Nuevo Guadalquivir, 15 Kilometer nördlich von Tarija, der Hauptstadt des Departamentos.

## Geographie
San Lorenzo liegt am südöstlichen Rand der Hochebene des bolivianischen Altiplano auf dem Übergang zum Tiefland. Das Klima ist wegen der Binnenlage über mehr als die Hälfte des Jahres trocken, jedoch weitaus weniger rau als die Hochfläche und weist ein typisches Tageszeitenklima auf, bei dem die Temperaturschwankungen zwischen Tag und  Nacht in der Regel deutlich größer sind als die jahreszeitlichen Schwankungen.
Die Jahresdurchschnittstemperatur der Region liegt bei 19 °C  (siehe Klimadiagramm Tarija) und schwankt nur unwesentlich zwischen 15 °C im Juni/Juli und 22 °C von Dezember bis  Februar. Der Jahresniederschlag beträgt etwa 550 mm, mit einer stark  ausgeprägten Trockenzeit von April bis Oktober mit Monatsniederschlägen unter 30 mm, und einer Feuchtezeit von Dezember bis Februar mit über 100 mm Monatsniederschlag.

## Bevölkerung
Die Einwohnerzahl der Ortschaft ist in den Jahrzehnten zwischen den letzten Volkszählungen um etwa die Hälfte angestiegen:
| Jahr | Einwohner | Quelle       |
| ---- | --------- | ------------ |
| 1992 | 2340      | Volkszählung |
| 2001 | 2752      | Volkszählung |
| 2012 | 3401      | Volkszählung |
| 2024 |           | Volkszählung |

Bei San Lorenzo wurde Eustaquio „Moto“ Méndez, einer der großen Anführer der bolivianischen Unabhängigkeit, geboren und schließlich tödlich verletzt. Nach ihm wurde die Provinz benannt. Im Museum Casa del Moto Méndez ist noch ein Teil seines persönlichen Besitzes und seiner Waffen ausgestellt.

## Ortsbild
Ein Teil des Ortsbildes weist ebenso wie die aus dem Jahr 1709 stammende Kirche ein koloniales Ambiente auf, mit reich geschnitzten Balkonen und gepflasterten Straßen.

## Verkehrsnetz
San Lorenzo liegt in einer Entfernung von fünfzehn Straßenkilometern nördlich von Tarija, der Hauptstadt des gleichnamigen Departamentos.
Durch Tarija führt die asphaltierte Nationalstraße Ruta 1, die von Bermejo im Süden an der argentinischen Grenze das gesamte bolivianische Hochland in Süd-Nord-Richtung bis zur peruanischen Grenze bei Desaguadero durchquert und dabei außer Tarija auch die Metropolen Potosí, Oruro und El Alto passiert. Zwölf Kilometer nördlich von Tarija zweigt bei Rancho Norte eine asphaltierte Landstraße nach Norden ab und erreicht nach drei Kilometern San Lorenzo.

## Söhne und Töchter der Stadt
- Eustaquio Méndez, bekannt als "El Moto" (1784–1841), Freiheitskämpfer und Namensgeber der Provinz Méndez
- Óscar González Alfaro, bekannt als Óscar Alfaro (1921–1963), Dichter, Autor, Erzähler, Lehrer und Publizist
- Nicolás Renán Aguilera Arroyo (* 1972), römisch-katholischer Geistlicher und Bischof von Potosí